# Microcreagris microdivergens
Microcreagris microdivergens är en spindeldjursart som beskrevs av Kuniyasu Morikawa 1955. Microcreagris microdivergens ingår i släktet Microcreagris och familjen helplåtklokrypare. Inga underarter finns listade i Catalogue of Life.